# Geheimgangsgarten
Der Geheimgangsgarten (russisch Тайницкий сад Tainizki sad) ist ein Stadtpark innerhalb der Mauern vom Moskauer Kreml in Russland. Der Park wurde nach dem Geheimgangsturm in der Kreml-Mauer benannt und ist ein Teil des Abschnitts vom Kreml, der ein UNESCO-Welterbe ist.

## Geschichte

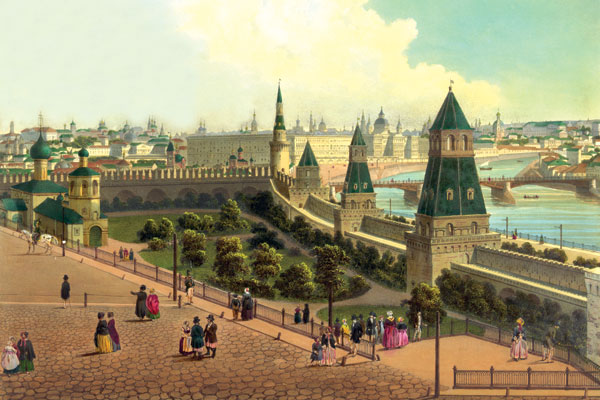
Zeichnung des Geheimgangsgartens vom 19. Jahrhundert

Während der Zeit des Russischen Kaiserreiches stand dort, wo sich heute der Geheimgangsgarten befindet, eine Kirche für die Heiligen Constantine und Helena aus dem späten 14. Jahrhundert. Der Garten beherbergte auch einen Getreidespeicher, der mit der Mariä-Verkündigungs-Kathedrale in Verbindung gebracht wird. Auf einem Hügel in der Nähe wurde 1898 ein Denkmal für Zar Alexander II. errichtet. Nach der Russischen Revolution sollte die Kirche neben den historischen Gebäuden im Kreml von den Bolschewiki wegen der Kampagne des Staatsatheismus zerstört werden. Das Gebiet wurde zu einem öffentlichen Garten. Der obere Teil grenzte an den Iwanowskaja-Platz. Der Garten war der erste Ort, wo der Subbotnik, oder freiwilliges Arbeitsprogramm, stattfand, in welchem Lenin öffentlich teilnahm.
Ein Highlight des Gartens war eine Eiche namens Kosmos, die von Juri Gagarin am 14. April 1961,  zwei Tage nach der Rückkehr von seinem Weltraumflug, gepflanzt wurde. Von 1967 bis 1995 beinhaltete das Gebiet einen Garten mit einem Denkmal für Lenin, der anlässlich des 50. Jubiläums der Oktoberrevolution eröffnet wurde. Die Statue wurde 1995 entfernt und ist jetzt beim Museum in Gorki Leninskije.
Archäologische Untersuchungen im Geheimgangsgarten im Jahr 2007 legten die  Fundamente von alten Häusern und Artefakte des alltäglichen mittelalterlichen Lebens frei.
Während eines Staatsbesuchs nach Russland im Jahr 2008 lebte das libysche Staatsoberhaupt Muammar al-Gaddafi in einem Zelt im Geheimgangsgarten.
2013 wurde ein Hubschrauberlandeplatz für Wladimir Putin errichtet, um dabei zu helfen, Störungen und Staus auf Moskauer Straßen aufgrund von Autokolonnen zu minimieren.

## Galerie

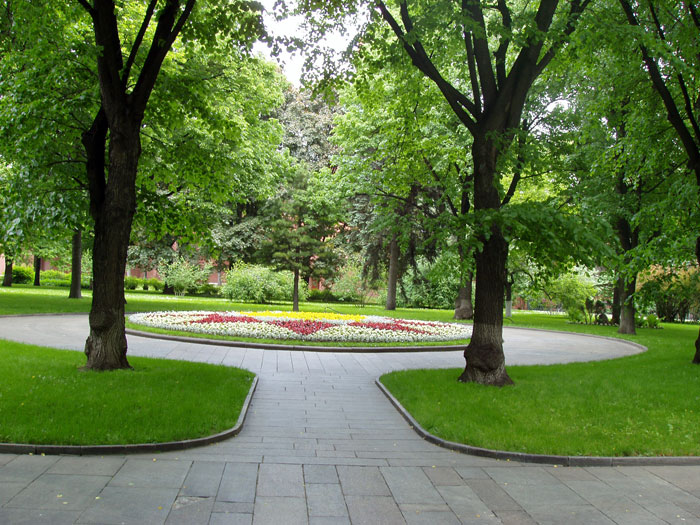
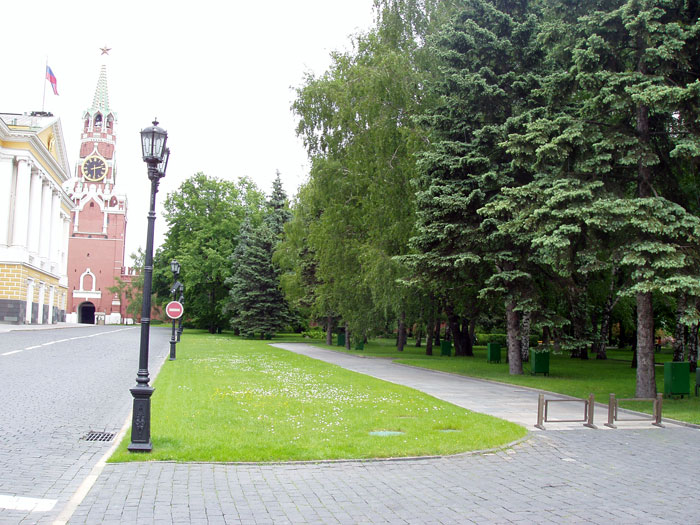
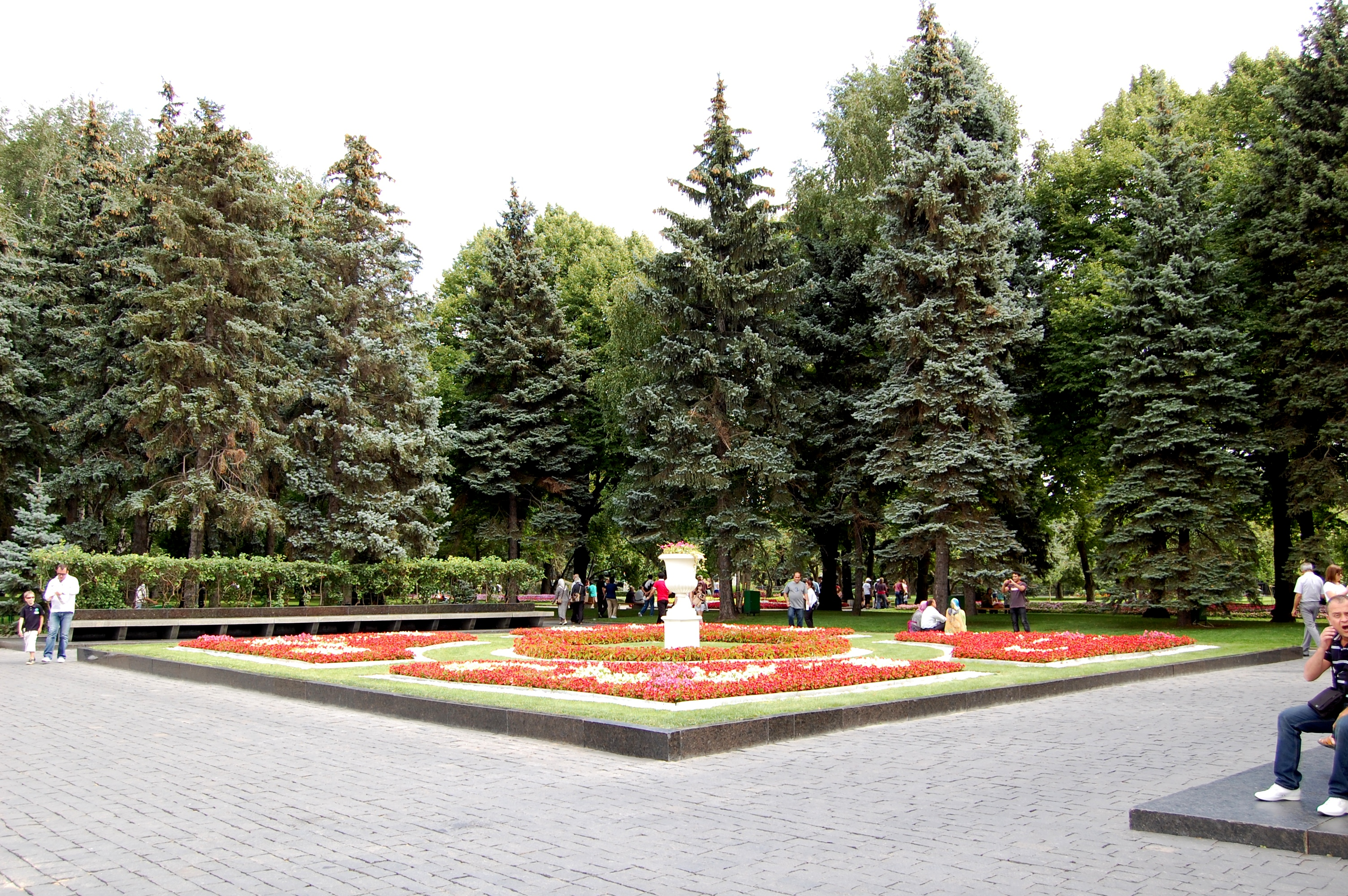
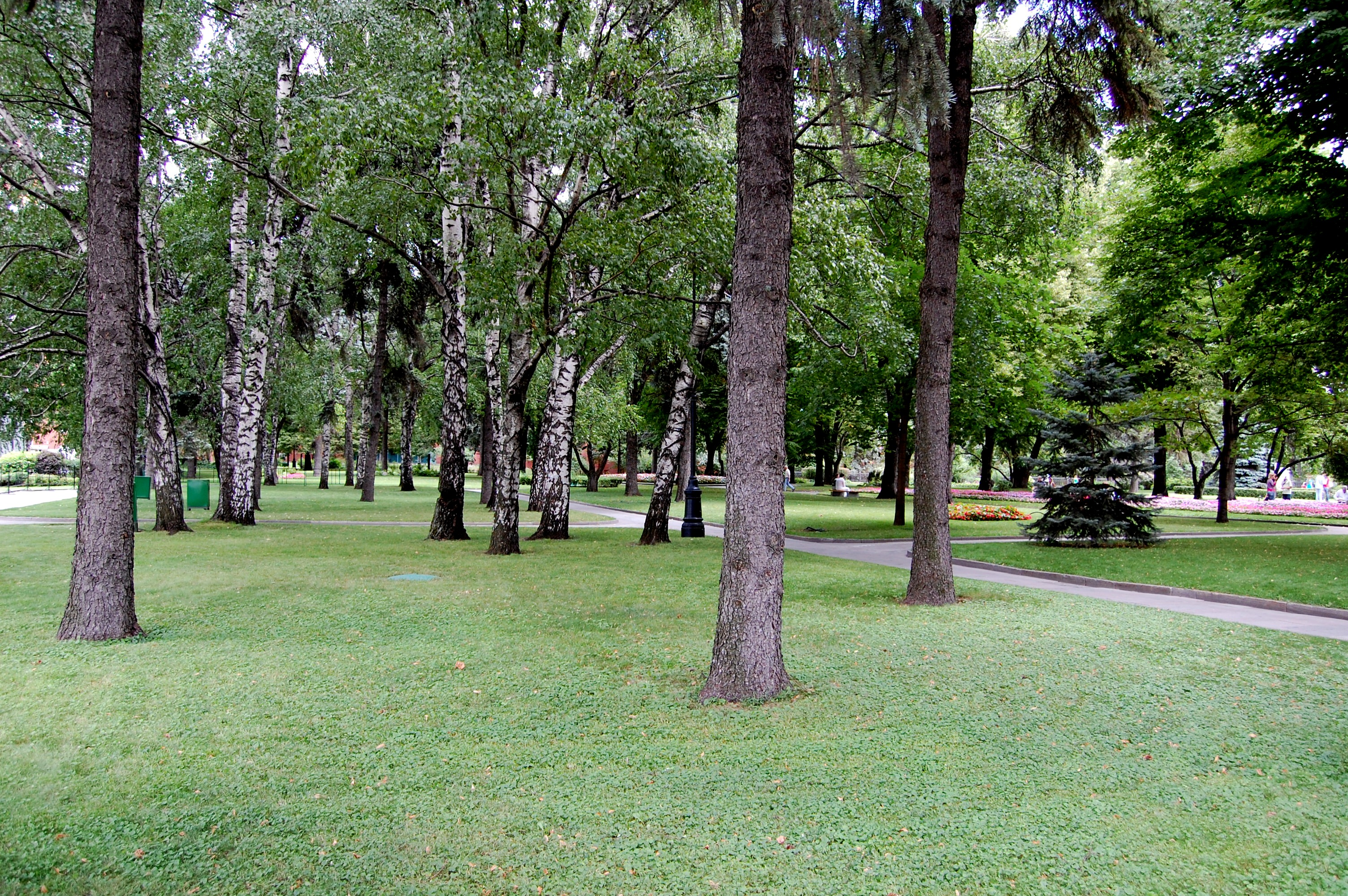
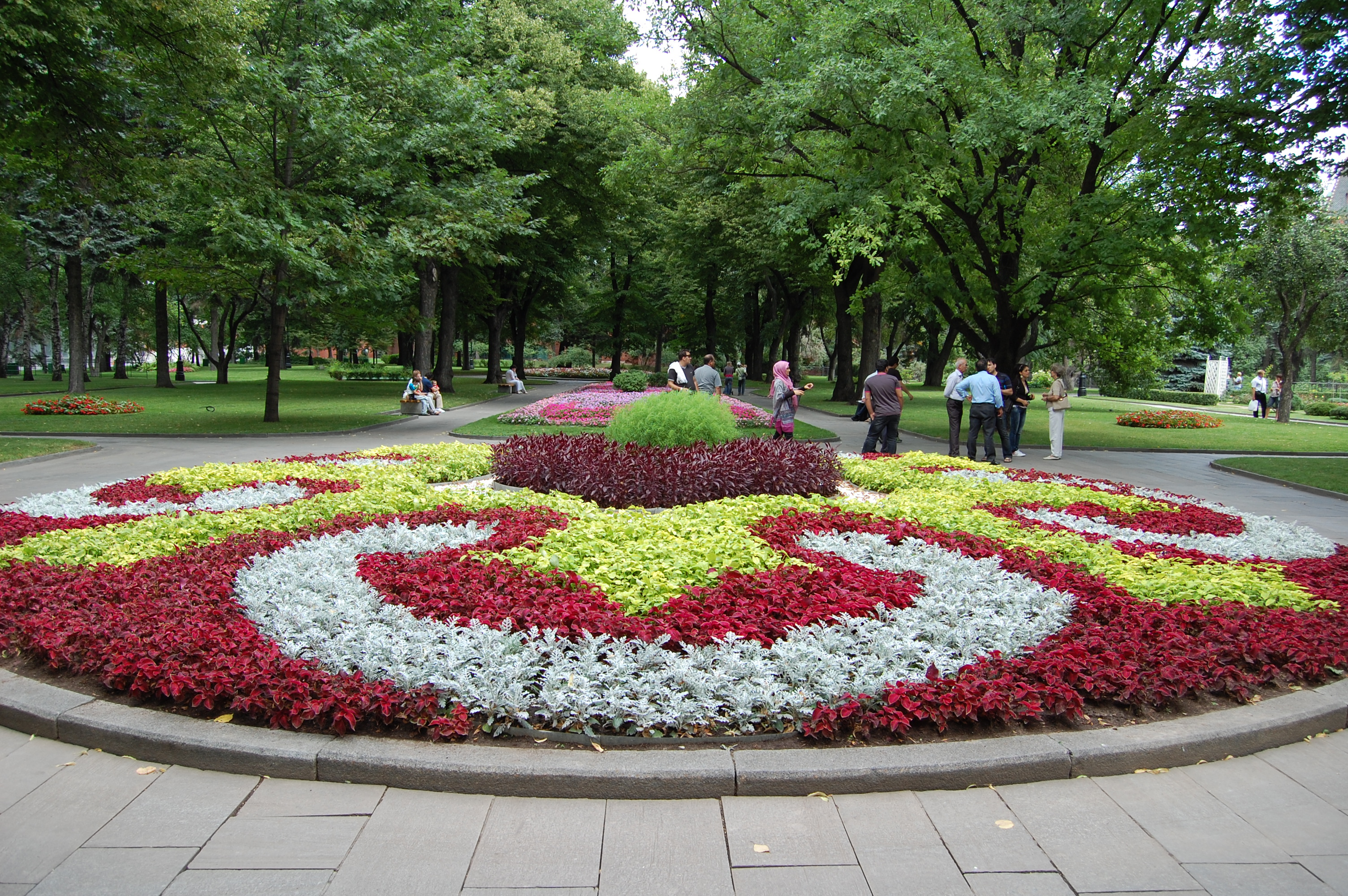
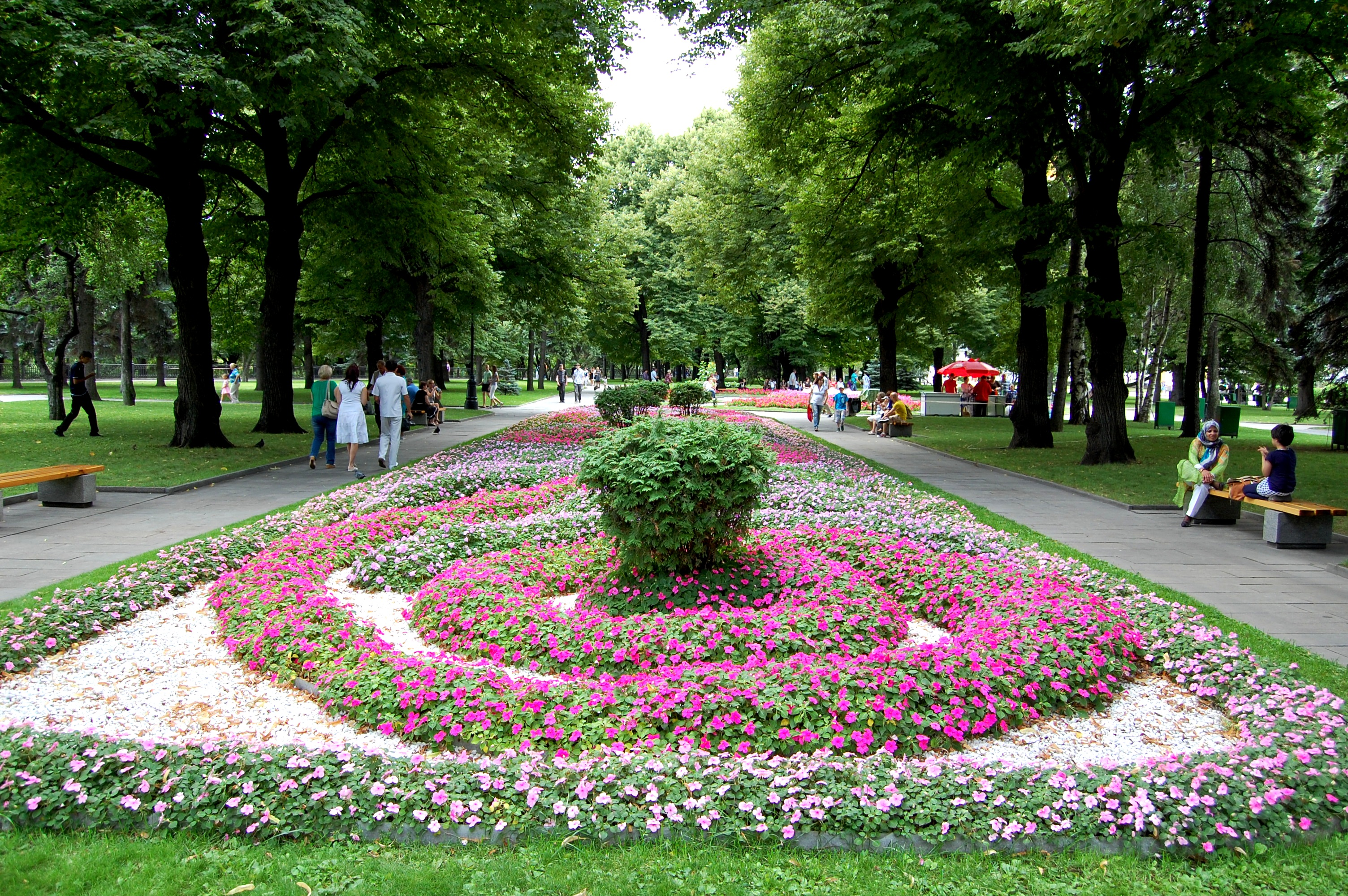
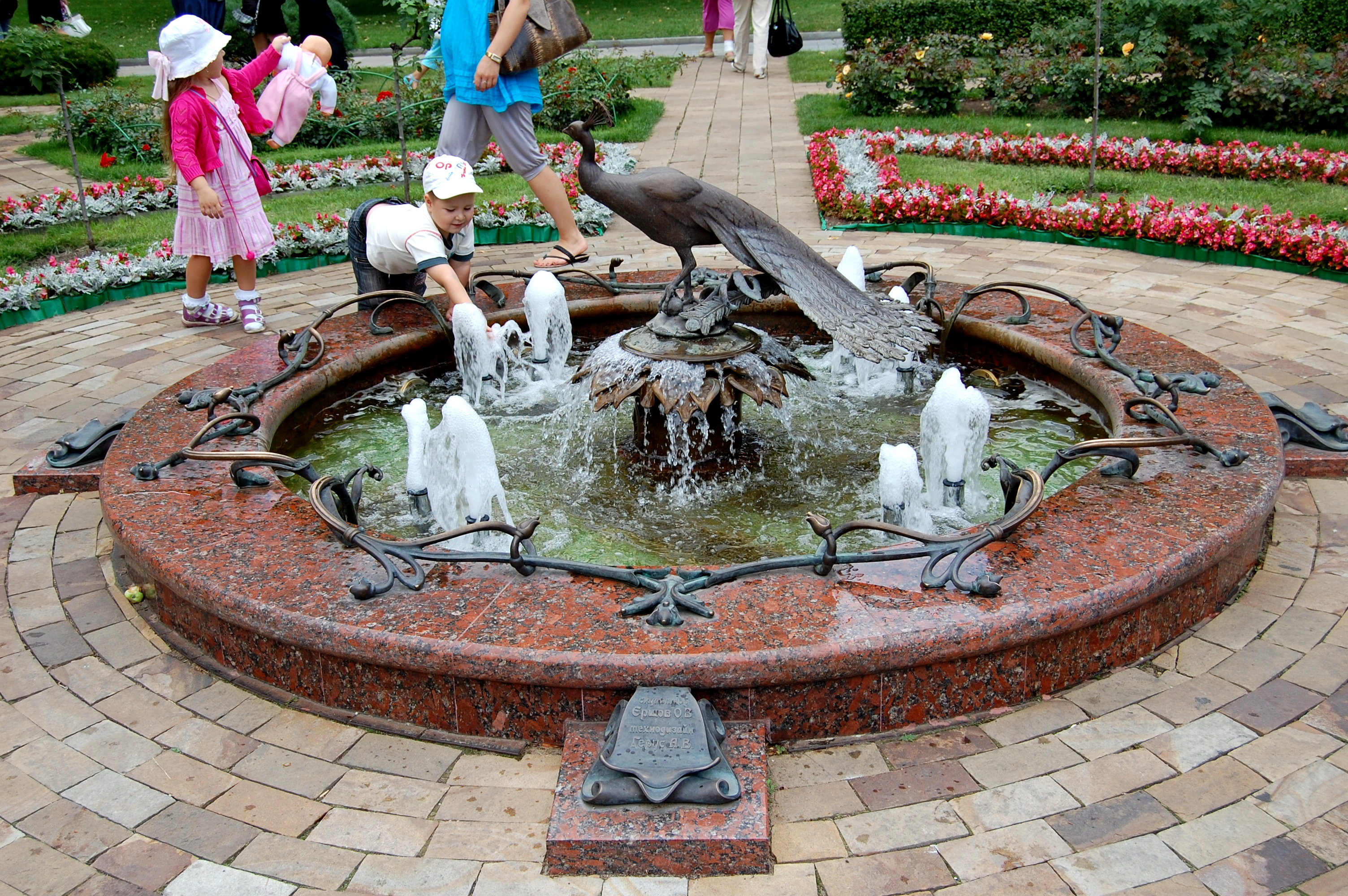
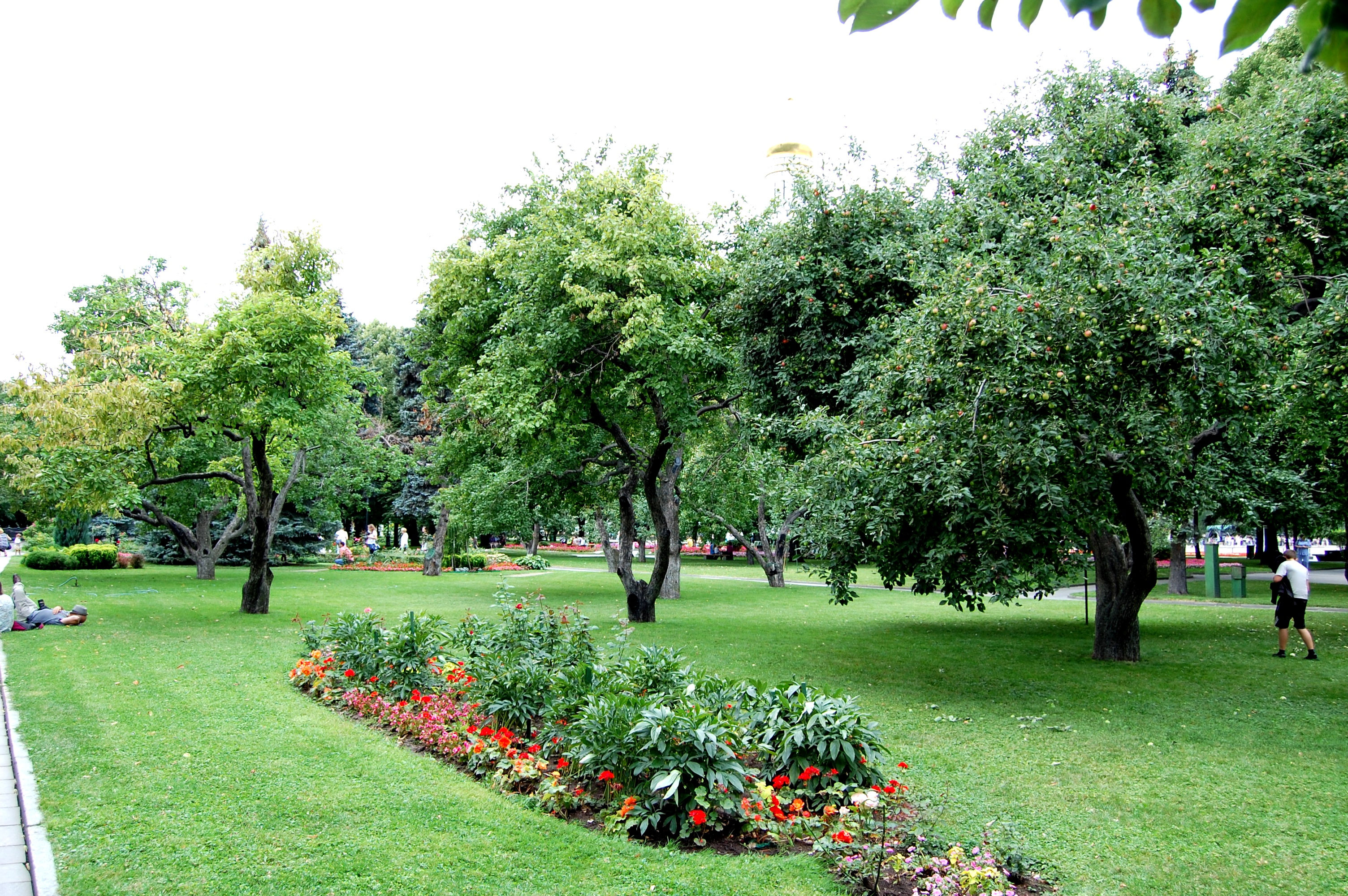
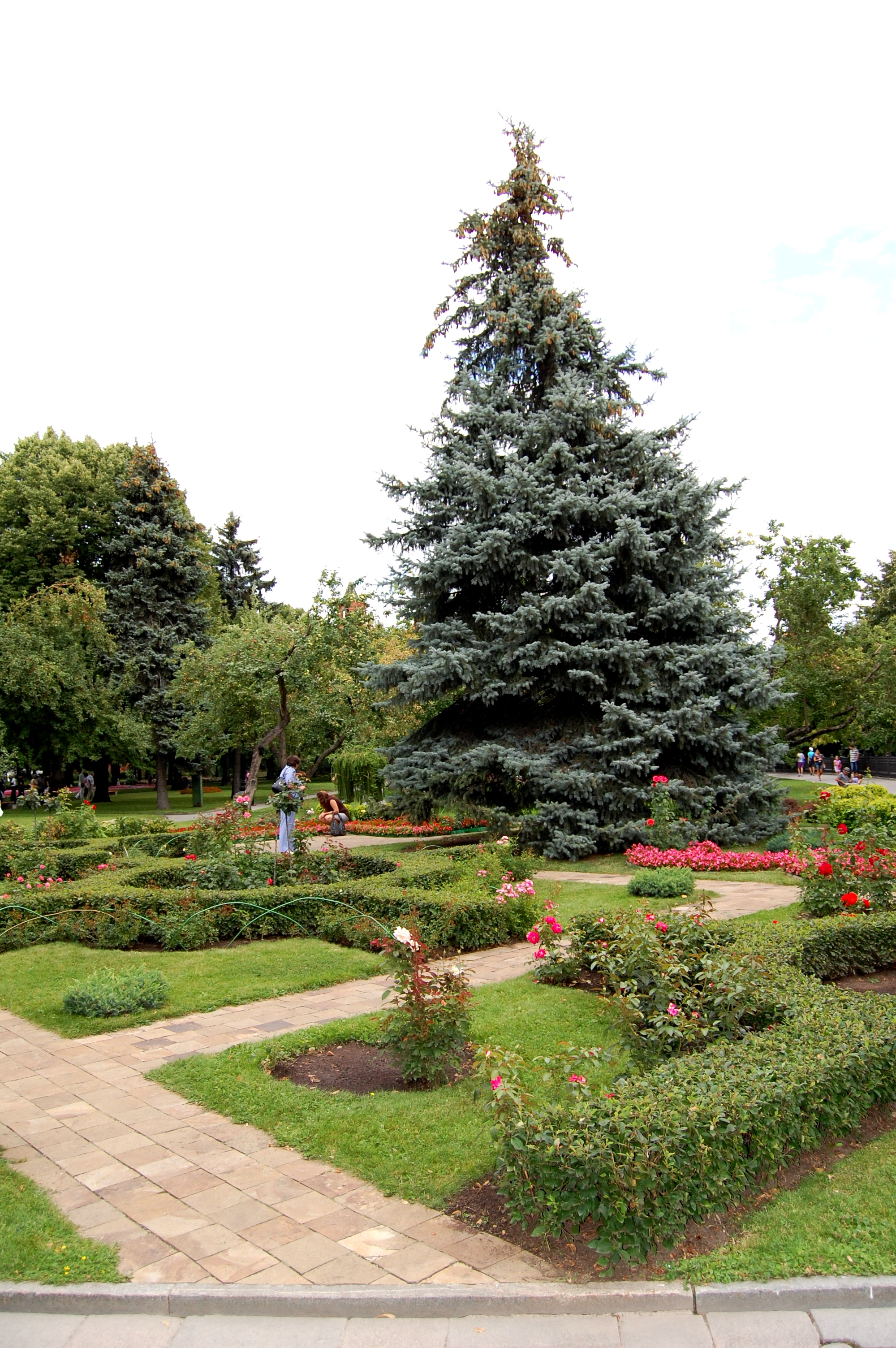
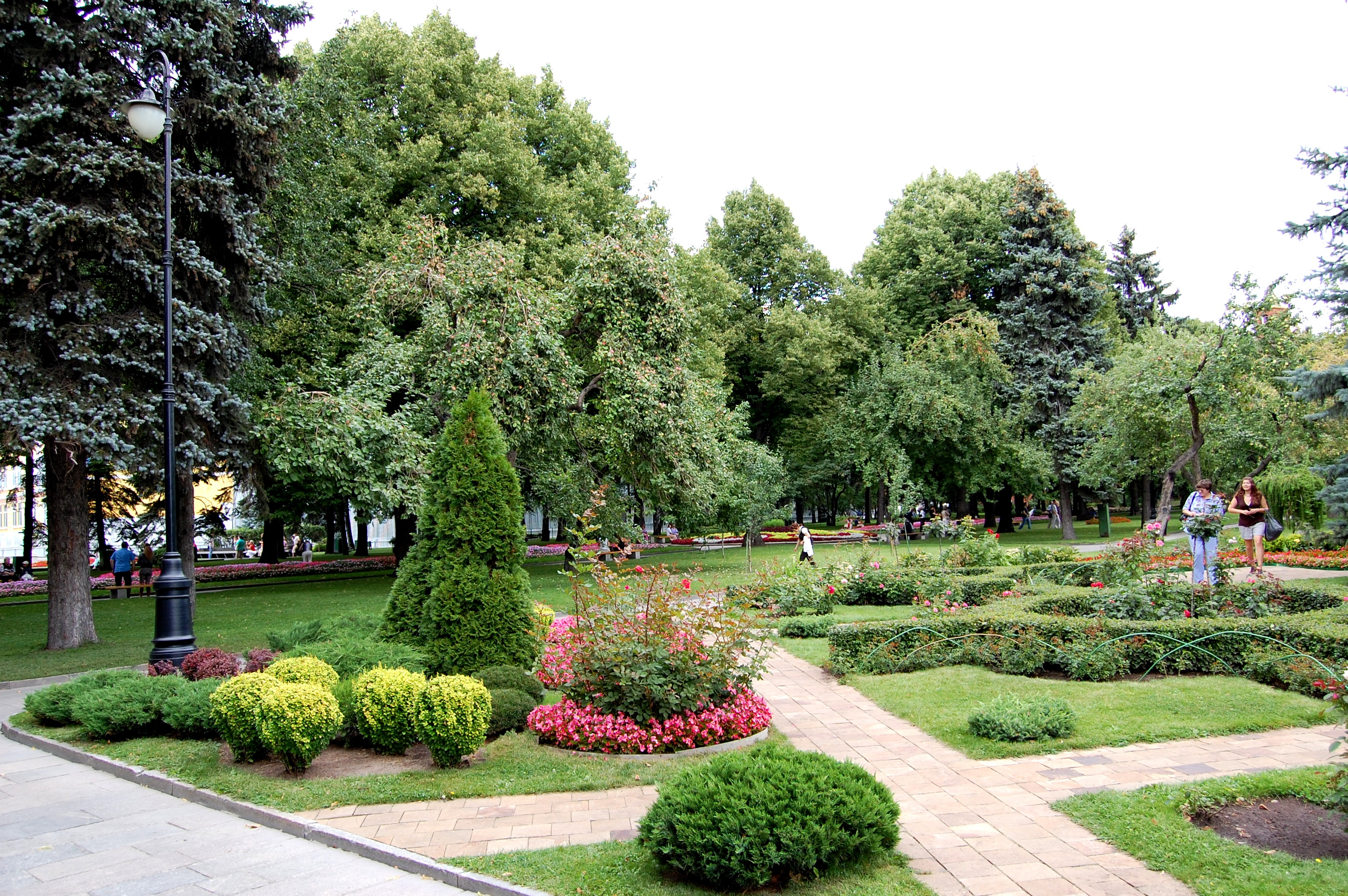